# هيرشبيلي
ولاية هيرشبيلي هي منطقة حكم ذاتي في جنوب وسط الصومال. يحدها غلمدغ من الشمال، وجنوب غرب ولاية الصومال ومنطقة بنادر من الجنوب، وإثيوبيا من الغرب والبحر الصومالي من الشرق.
كتبت مؤسسة بيرغوف في عام 2017 أن «. . . ينتمي رئيس هيرشبيلي إلى الهوادلي ونائبه في أبجال وهما من القبائل الفرعية لعشيرة مدولود وعشيرة الهوية الأكبر». [إخفاق التحقق]

## مناخ
يبلغ متوسط درجة الحرارة اليومية القصوى في بالدونوين، عاصمة حيران، في مارس وأبريل حوالي 36.7 °م (98.1 °ف). أما في ديسمبر، يبلغ متوسط درجة الحرارة العظمى اليومية 21.9 °م (71.4 °ف) . 
| البيانات المناخية لـBeledweyne, Somalia                                                            | البيانات المناخية لـBeledweyne, Somalia | البيانات المناخية لـBeledweyne, Somalia | البيانات المناخية لـBeledweyne, Somalia | البيانات المناخية لـBeledweyne, Somalia | البيانات المناخية لـBeledweyne, Somalia | البيانات المناخية لـBeledweyne, Somalia | البيانات المناخية لـBeledweyne, Somalia | البيانات المناخية لـBeledweyne, Somalia | البيانات المناخية لـBeledweyne, Somalia | البيانات المناخية لـBeledweyne, Somalia | البيانات المناخية لـBeledweyne, Somalia | البيانات المناخية لـBeledweyne, Somalia | البيانات المناخية لـBeledweyne, Somalia |
| الشهر                                                                                              | يناير                                   | فبراير                                  | مارس                                    | أبريل                                   | مايو                                    | يونيو                                   | يوليو                                   | أغسطس                                   | سبتمبر                                  | أكتوبر                                  | نوفمبر                                  | ديسمبر                                  | المعدل السنوي                           |
| -------------------------------------------------------------------------------------------------- | --------------------------------------- | --------------------------------------- | --------------------------------------- | --------------------------------------- | --------------------------------------- | --------------------------------------- | --------------------------------------- | --------------------------------------- | --------------------------------------- | --------------------------------------- | --------------------------------------- | --------------------------------------- | --------------------------------------- |
| الدرجة القصوى °م (°ف)                                                                              | 41.5 (106.7)                            | 42.5 (108.5)                            | 43.0 (109.4)                            | 43.0 (109.4)                            | 41.3 (106.3)                            | 39.0 (102.2)                            | 39.0 (102.2)                            | 39.0 (102.2)                            | 40.2 (104.4)                            | 45.0 (113.0)                            | 40.0 (104.0)                            | 42.0 (107.6)                            | 45.0 (113.0)                            |
| متوسط درجة الحرارة الكبرى °م (°ف)                                                                  | 34.5 (94.1)                             | 35.4 (95.7)                             | 36.7 (98.1)                             | 36.9 (98.4)                             | 34.9 (94.8)                             | 34.0 (93.2)                             | 33.0 (91.4)                             | 33.8 (92.8)                             | 35.3 (95.5)                             | 34.4 (93.9)                             | 34.8 (94.6)                             | 34.5 (94.1)                             | 34.8 (94.6)                             |
| المتوسط اليومي °م (°ف)                                                                             | 28.2 (82.8)                             | 28.7 (83.7)                             | 30.0 (86.0)                             | 30.4 (86.7)                             | 29.2 (84.6)                             | 28.4 (83.1)                             | 27.8 (82.0)                             | 27.7 (81.9)                             | 29.0 (84.2)                             | 28.7 (83.7)                             | 28.5 (83.3)                             | 28.5 (83.3)                             | 28.7 (83.7)                             |
| متوسط درجة الحرارة الصغرى °م (°ف)                                                                  | 22.0 (71.6)                             | 22.0 (71.6)                             | 23.4 (74.1)                             | 23.9 (75.0)                             | 23.4 (74.1)                             | 22.8 (73.0)                             | 22.6 (72.7)                             | 21.6 (70.9)                             | 22.7 (72.9)                             | 22.6 (72.7)                             | 22.3 (72.1)                             | 22.3 (72.1)                             | 22.6 (72.7)                             |
| أدنى درجة حرارة °م (°ف)                                                                            | 16.0 (60.8)                             | 16.5 (61.7)                             | 17.0 (62.6)                             | 16.0 (60.8)                             | 18.0 (64.4)                             | 17.0 (62.6)                             | 17.0 (62.6)                             | 16.3 (61.3)                             | 17.2 (63.0)                             | 17.0 (62.6)                             | 15.0 (59.0)                             | 15.0 (59.0)                             | 15.0 (59.0)                             |
| الهطول مم (إنش)                                                                                    | 0 (0)                                   | 1 (0.0)                                 | 5 (0.2)                                 | 48 (1.9)                                | 59 (2.3)                                | 6 (0.2)                                 | 3 (0.1)                                 | 3 (0.1)                                 | 8 (0.3)                                 | 51 (2.0)                                | 16 (0.6)                                | 5 (0.2)                                 | 204 (8.0)                               |
| متوسط أيام هطول الأمطار (≥ 1.0 mm)                                                                 | 0                                       | 0                                       | 0                                       | 5                                       | 5                                       | 0                                       | 0                                       | 0                                       | 0                                       | 4                                       | 2                                       | 0                                       | 20                                      |
| متوسط الرطوبة النسبية (%)                                                                          | 58                                      | 57                                      | 57                                      | 60                                      | 64                                      | 61                                      | 65                                      | 64                                      | 59                                      | 64                                      | 63                                      | 62                                      | 61                                      |
| ساعات سطوع الشمس الشهرية                                                                           | 288.3                                   | 276.9                                   | 288.3                                   | 243.0                                   | 272.8                                   | 249.0                                   | 201.5                                   | 232.5                                   | 246.0                                   | 223.2                                   | 243.0                                   | 269.7                                   | 3٬034٫2                                 |
| ساعات سطوع الشمس اليومية                                                                           | 9.3                                     | 9.8                                     | 9.3                                     | 8.1                                     | 8.8                                     | 8.3                                     | 6.5                                     | 7.5                                     | 8.2                                     | 7.2                                     | 8.1                                     | 8.7                                     | 8.3                                     |
| نسبة وصول أشعة الشمس                                                                               | 80                                      | 79                                      | 65                                      | 53                                      | 54                                      | 61                                      | 54                                      | 62                                      | 62                                      | 57                                      | 60                                      | 69                                      | 63                                      |
| المصدر #1: الأرصاد الجوية الألمانية                                                                |                                         |                                         |                                         |                                         |                                         |                                         |                                         |                                         |                                         |                                         |                                         |                                         |                                         |
| المصدر #2: Food and Agriculture Organization: Somalia Water and Land Management (percent sunshine) |                                         |                                         |                                         |                                         |                                         |                                         |                                         |                                         |                                         |                                         |                                         |                                         |                                         |